# Skonaren Maj
Skonaren Maj var ett svenskt lastfartyg.

## Historik
Maj var det första svenska segelfartyg med hjälpmaskin som förlorades under andra världskriget. Stålskrovet var byggt i Nantes som pråm och hette Le Trapu. Senare såldes pråmen till Haugesund i Norge och kom 1939 till Sverige, då fartyget köptes av ett rederi i Bleket, Bohuslän med omnibussägaren L. Pettersson som huvudredare och döptes till Maj. I Fredrikshavn installerades en 330 hkrs Tändkulemotor i fartyget, vilket sedan i Marstrand ombyggdes till en tremastad skonare. Maj fick sin hemort i Stockevik och fördes av kapten E. G. Söderström. På en av sina första resor strandade Maj på Valagrundet i Öresund. 1940 köptes Maj till Västervik. Tills två dagar före minsprängningen fördes befälet på Maj av kapten Nils Lundgren, som i Kalmar överlämnade befälet till kapten Assarsson.

## Minsprängningen
Olyckan inträffade när Maj befann sig tio nautiska mil nordväst om Swinemunde den 27 november 1942. Besättningen blev fullständigt bedövade när magnetminan exploderade och slungades omkring. Befälhavaren kom i kläm mellan ett par oljefat och skadade sina ben, medan rorsmannen slungades upp i taket med våldsam kraft. Även styrmannen, som vid olyckan hade vakten, samt stewarden skadades, dock icke allvarligt. Fartyget fick stark babords slagsida och risk för kantring förelåg. Man gjorde därför en livbåt klar. Den andra livbåten föll häftigt i sjön, samtidigt som ett par man hoppade i den innan taljorna var uthuggna. Jungman Sandell hamnade i vattnet och kunde inte räddas. Strax därefter sjönk Maj och den återstående av besättningen, sju man, satte med livbåten kurs på Swinemunde men upptogs på vägen av ett tyskt vaktfartyg.

## Omkomna
- Jungman, Gunnar Sandell, Trelleborg